# 巴爾克烏河畔蘇普拉庫鄉
47°15′N 22°32′E / 47.250°N 22.533°E
巴爾克烏河畔蘇普拉庫鄉（羅馬尼亞語：Comuna Suplacu de Barcău, Bihor），是羅馬尼亞的鄉份，位於該國西北部，由比霍爾縣負責管轄，面積44平方公里，海拔高度258米，2007年人口4,522，人口密度每平方公里102人。